# Stefan Haupt (Jurist)
Stefan Haupt (* 1962 in Ost-Berlin) ist ein deutscher Jurist und Kunstsammler. Seit den 2010er-Jahren wurde die Sammlung Haupt zum Thema Geld in der Kunst in zahlreichen Museen ausgestellt.

## Leben
Haupts Eltern sind der Journalist Klaus Haupt und die Auslandskorrespondentin Maxi Haupt. Er studierte in Leipzig Rechtswissenschaften. Von 1987 bis 1990 war er Justiziar beim Deutschen Fernsehfunk. 1990 gründete er eine Rechtsanwaltskanzlei in Berlin. Seine Spezialbereiche sind die Beratung im Urheber-, Verlags-, Medien-, Internet- und Markenrecht. Er war u. a. Justiziar des Verbandes Deutscher Drehbuchautoren (1995–1996), Vorsitzender des Kulturring e. V., wirkte im Fachausschuss Urheberrecht des Deutschen Kulturrates mit und hatte verschiedene Lehraufträge. 2016 erfolgte eine Ausbildung zum Mediator, 2018 eine Ausbildung zum Datenschutzbeauftragten (TÜV).
Seine Tochter ist die Journalistin Carolin Würfel.

## Wissenschaftliche Arbeit
Haupt wurde 1990 an der Humboldt-Universität zu Berlin zum Thema „Der Einfluss der Videotechnik auf die Nutzung urheberrechtlich geschützter Werke“ promoviert. Er ist Mitglied im Beirat der Wiener Zeitschrift Medien und Recht sowie Herausgeber der Schriftenreihe Berliner Bibliothek zum Urheberrecht. Haupt hatte verschiedene Lehraufträge und Weiterbildungsveranstaltungen. 2020 wurde er an der Hochschule für Grafik und Buchkunst in Leipzig zum Honorarprofessor für Urheberrecht berufen.

## Veröffentlichungen (Auswahl)
Über 200 Veröffentlichungen u. a. zu den Themen Urheberrecht, Bildende Kunst, Internetrecht, Mediation und Musik/Tonträger, unter anderem:
- Electronic Publishing: Rechtliche Rahmenbedingungen, C.H. Beck; Auflage: 1, 2002, ISBN 978-3-406-48156-7.
- Urheberrecht und DEFA-Film Taschenbuch, DEFA-Stiftung, 2005, ISBN 978-3-00-016728-7.
- Markenrecht und Branding: Schutz von Marken, Namen, Titeln, Domains und Herkunftsangaben, Deutscher Taschenbuch Verlag; Auflage: 1, 2007, ISBN 978-3-406-55389-9.
- Urheberrecht für Medienschaffende in Deutschland, Österreich und der Schweiz, Orell Fuessli, 2007, ISBN 978-3-280-07130-4.

10 Bände zur „Berliner Bibliothek zum Urheberrecht“, beginnend mit:
- Urheberrecht von A–Z: Einführung in das Urheberrecht anhand der wichtigsten Begriffe von A–Z (Berliner Bibliothek zum Urheberrecht), MUR-Verlag, 2006, ISBN 978-3-939438-00-7.

## Sammlung Haupt
Die Sammlung Haupt umfasst über 300 Arbeiten unterschiedlicher Techniken und inhaltlicher Ansätze. Werke der Sammlung waren seit 2011 in Ausstellungen und -beteiligungen in Baden-Baden, Berlin, Budapest, Hall in Tirol, Halle (Saale), Hamburg, Leipzig, Mannheim, Plauen, Salzburg, Stendal und Stuttgart zu sehen.